# ヴァイスミース
ヴァイスミース（独：Weissmies）は、スイスヴァレー州のザースフェー近郊にある山。標高4,017m。ペニン・アルプス（ワリス・アルプス）に属していて、4,000mを超える山としては最も西側に位置している。